# Thời trang đường phố

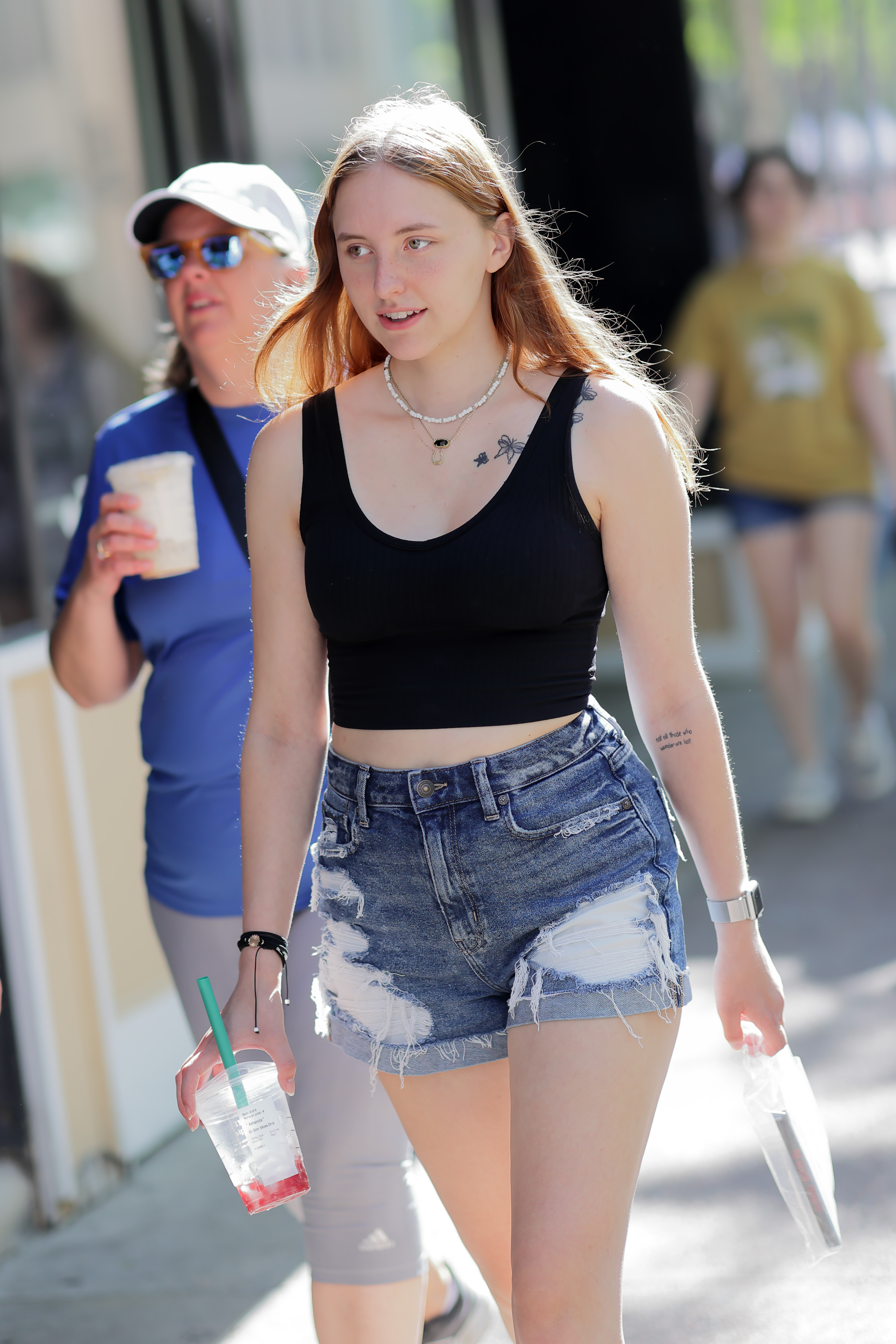
Thời trang đường phố ở Mỹ năm 2024

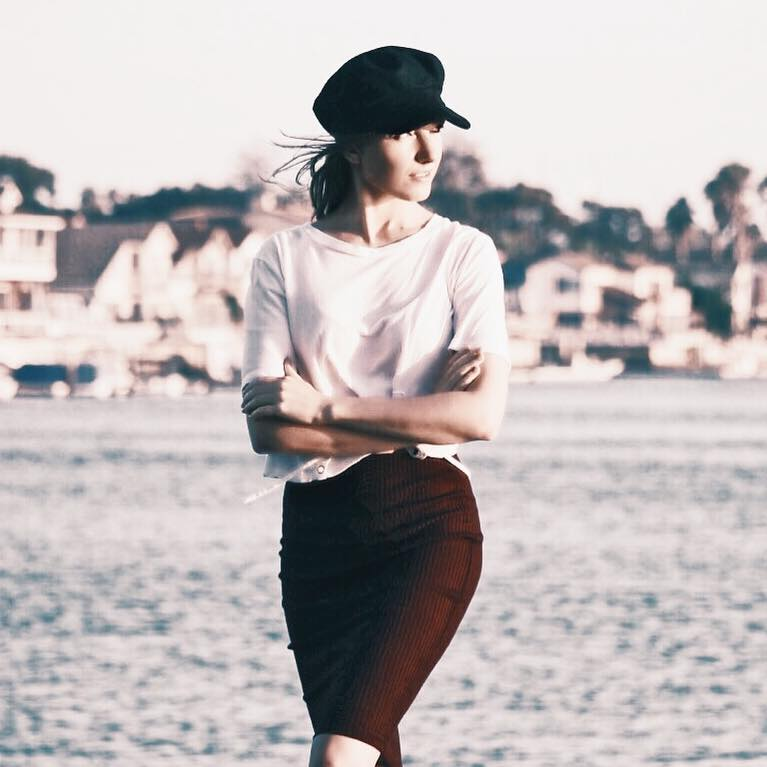
Nữ người mẫu với vẻ ngoài hiện đại phản ảnh phong cách thời trang đường phố hiện hành, chụp tại thành phố Los Angeles, bang California, nước Mỹ năm 2019.

Thời trang đường phố (tiếng Anh: street fashion) là phong cách thời trang nổi lên không phải từ các phòng chụp ảnh mà là từ trang phục đường phố bình dân. Nói chung, thời trang đường phố có liên quan đến văn hóa giới trẻ và thường thấy nhất tại trung tâm các đô thị lớn.